# Grand Prix d'Isbergues 2019
Il Grand Prix d'Isbergues 2019, settantatreesima edizione della corsa e valevole come evento dell'UCI Europe Tour 2019 categoria 1.1, si è svolto il 22 settembre 2019 su un percorso di 197,3 km, con partenza e arrivo a Isbergues, in Francia. La vittoria è stata appannaggio del danese Mads Pedersen, il quale ha completato il percorso in 4h41'58", alla media di 41,984 km/h, precedendo il tedesco John Degenkolb e il francese Christophe Laporte.
Sul traguardo di Isbergues 50 ciclisti, su 130 partenti, hanno portato a termine la competizione.

## Squadre e corridori partecipanti
| N.    | Cod. | Squadra                       |
| ----- | ---- | ----------------------------- |
| 1-7   | ALM  | AG2R La Mondiale              |
| 11-17 | GFC  | Groupama-FDJ                  |
| 21-27 | TKA  | Team Katusha Alpecin          |
| 31-37 | TFS  | Trek-Segafredo                |
| 41-47 | TDD  | Team Dimension Data           |
| 51-57 | COF  | Cofidis, Solutions Crédits    |
| 61-67 | WGG  | Wanty-Gobert Cycling Team     |
| 71-77 | PCB  | Team Arkéa-Samsic             |
| 81-87 | TDE  | Total Direct Énergie          |
| 91-97 | EUS  | Euskadi Basque Country-Murias |

| N.      | Cod. | Squadra                         |
| ------- | ---- | ------------------------------- |
| 101-107 | ROC  | Roompot-Charles                 |
| 111-117 | VCB  | Vital Concept-B&B Hotels        |
| 121-127 | WVA  | Wallonie Bruxelles              |
| 131-136 | DMP  | Delko Marseille Provence        |
| 141-147 | RLY  | Rally UHC Cycling               |
| 151-157 | NRL  | Natura4Ever-Roubaix-Lille Métr. |
| 161-167 | AUB  | St Michel-Auber 93              |
| 171-176 | EVO  | EvoPro Racing                   |
| 181-187 | FRA  | Francia                         |

## Ordine d'arrivo (Top 10)
| Pos. | Corridore           | Squadra       | Tempo    |
| ---- | ------------------- | ------------- | -------- |
| 1    | Mads Pedersen       | Trek          | 4h41'58" |
| 2    | John Degenkolb      | Trek          | a 38"    |
| 3    | Christophe Laporte  | Cofidis       | s.t.     |
| 4    | Emiel Vermeulen     | Natura4Ever   | s.t.     |
| 5    | Bryan Coquard       | Vital Concept | s.t.     |
| 6    | Alexander Konychev  | Dimension     | s.t.     |
| 7    | Boris Vallée        | Wanty         | s.t.     |
| 8    | Alex Kirsch         | Trek          | s.t.     |
| 9    | Evaldas Šiškevičius | Delko Mar.    | s.t.     |
| 10   | Dorian Godon        | AG2R          | s.t.     |